# ترانكوسو
ترانكوسو هي مدينة تقع في المنطقة الوسطى في البرتغال، يبلغ عدد سكانها 9,878 نسمة، بحسب إحصائيات سنة 2011. تبلغ مساحتها 361.52 كم².

ترانكوسو - Trancoso
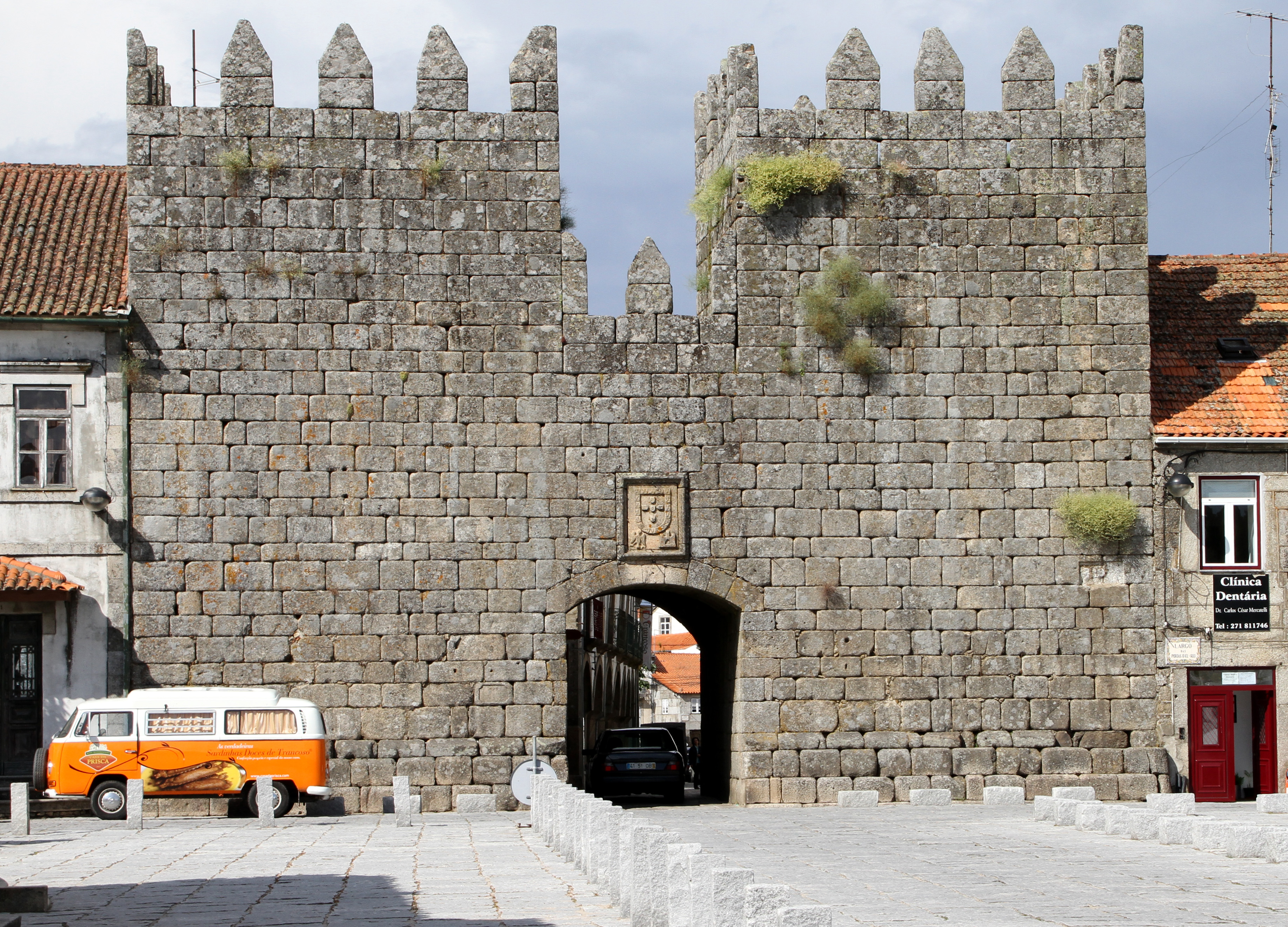
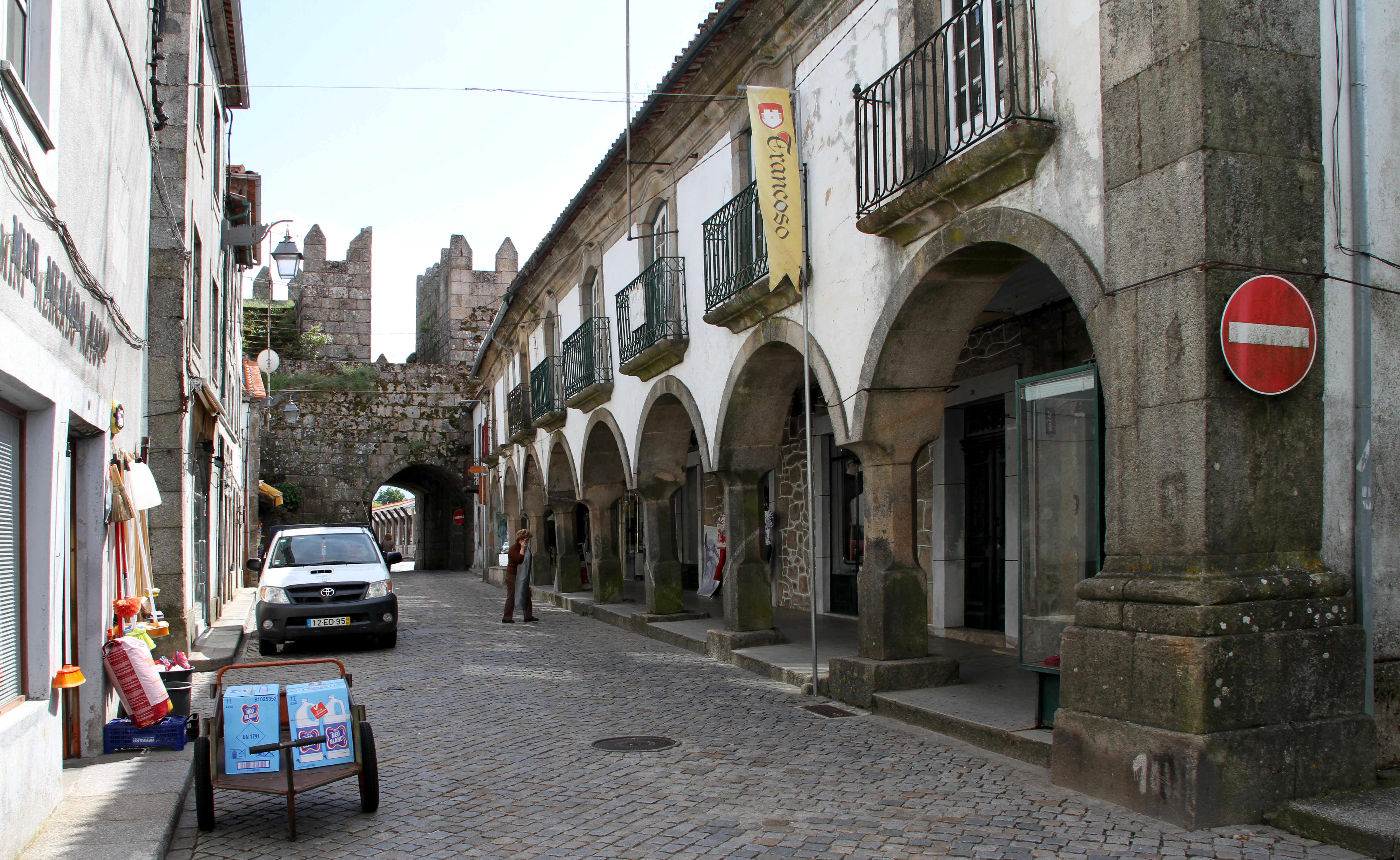
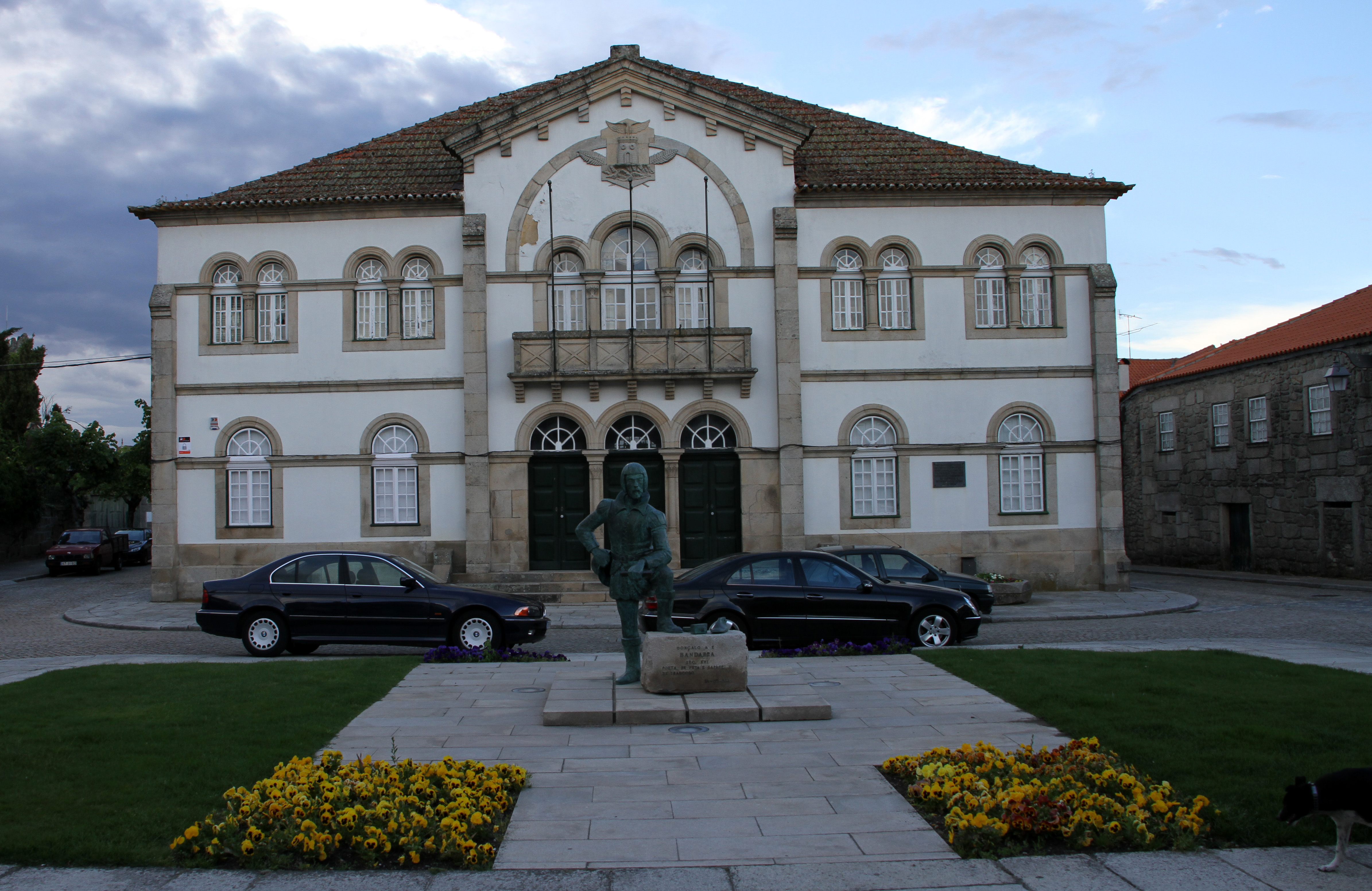
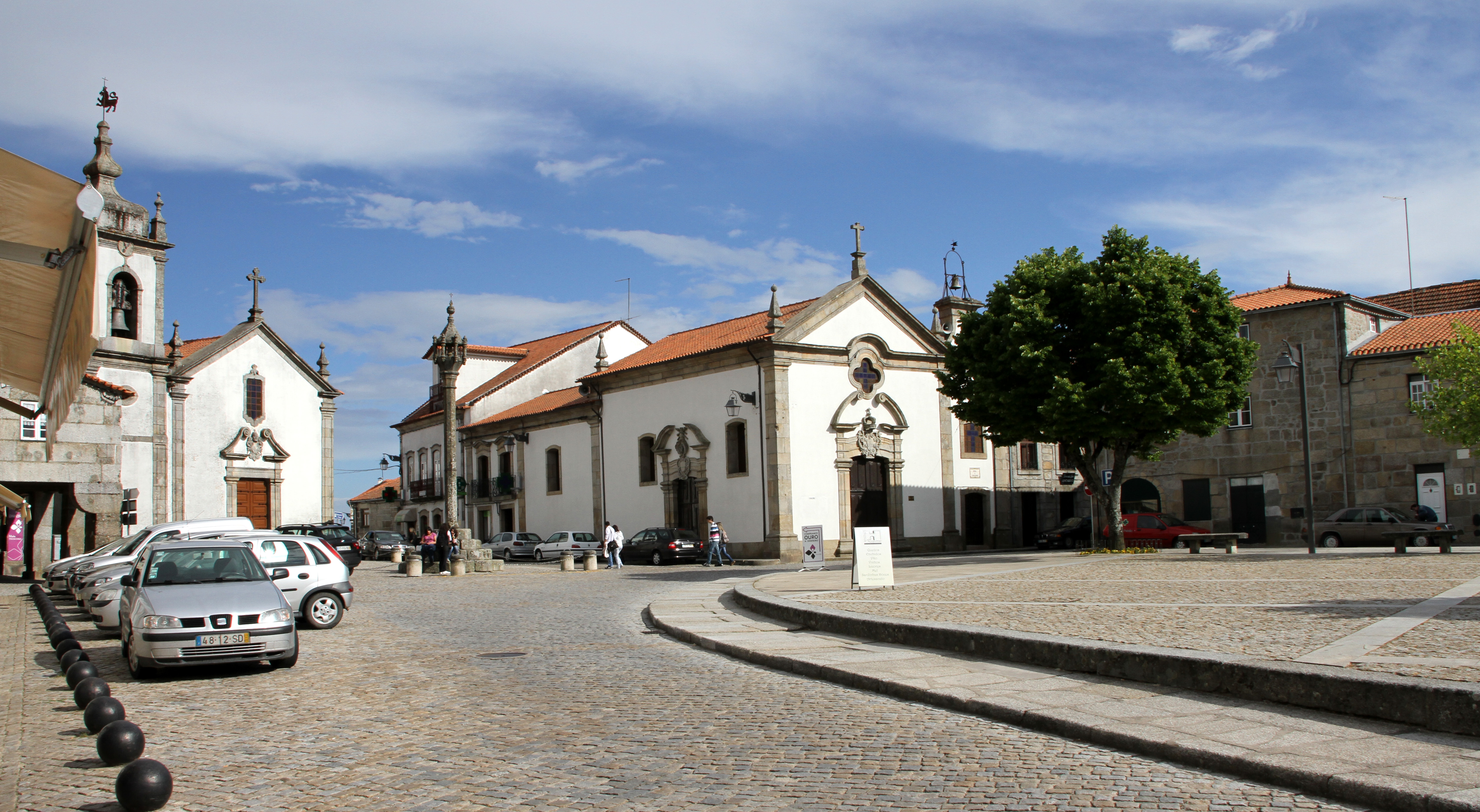
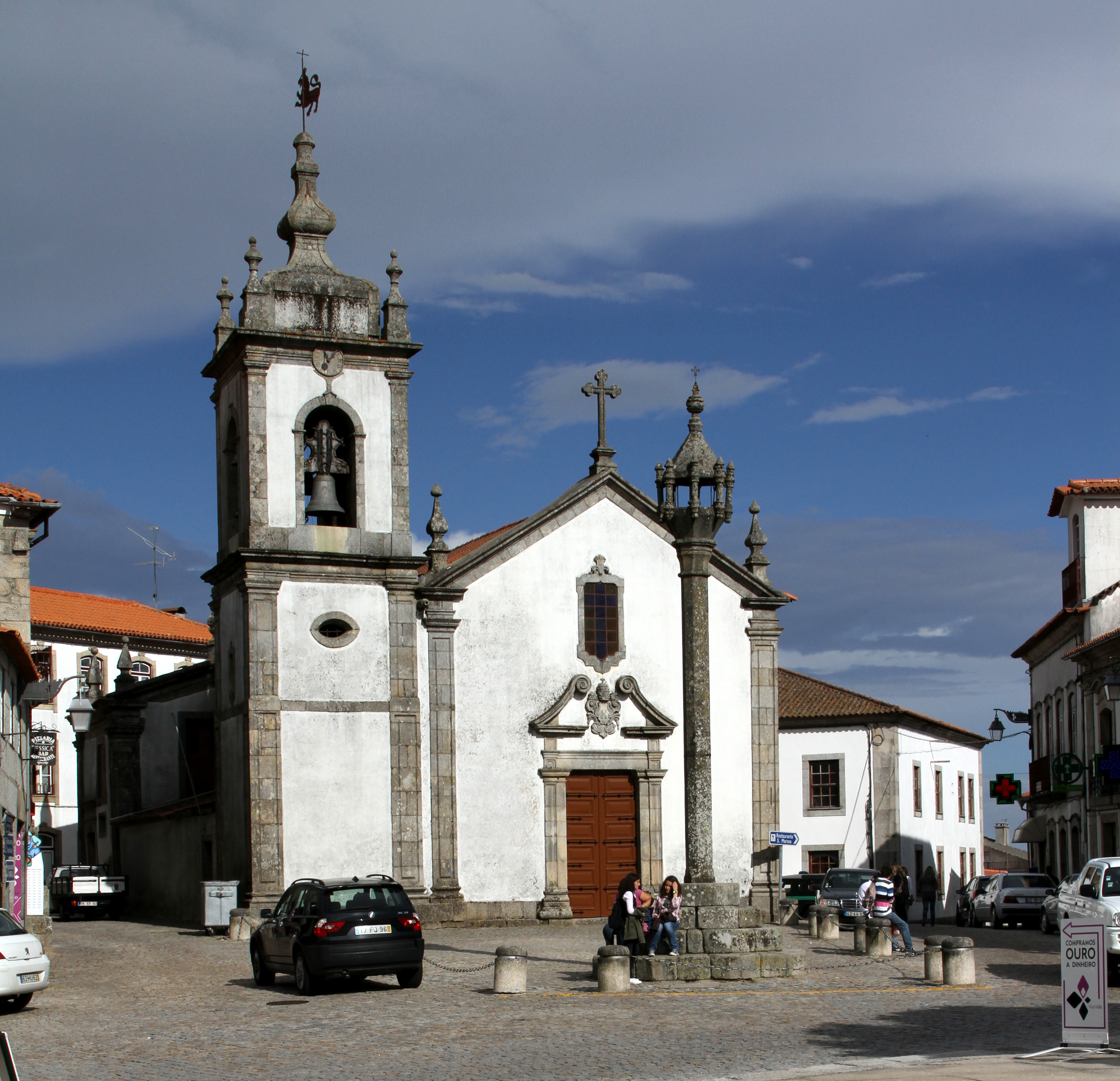
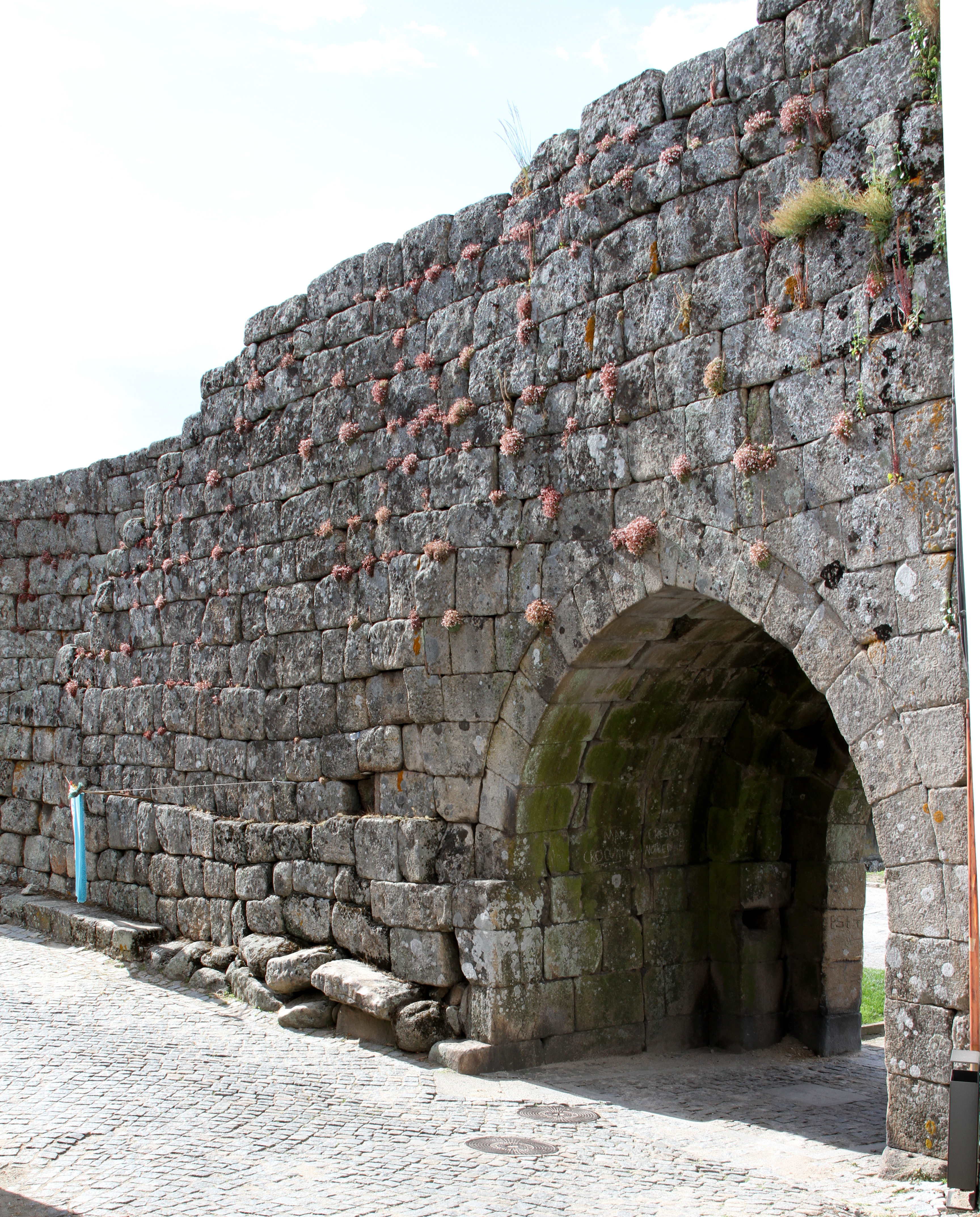
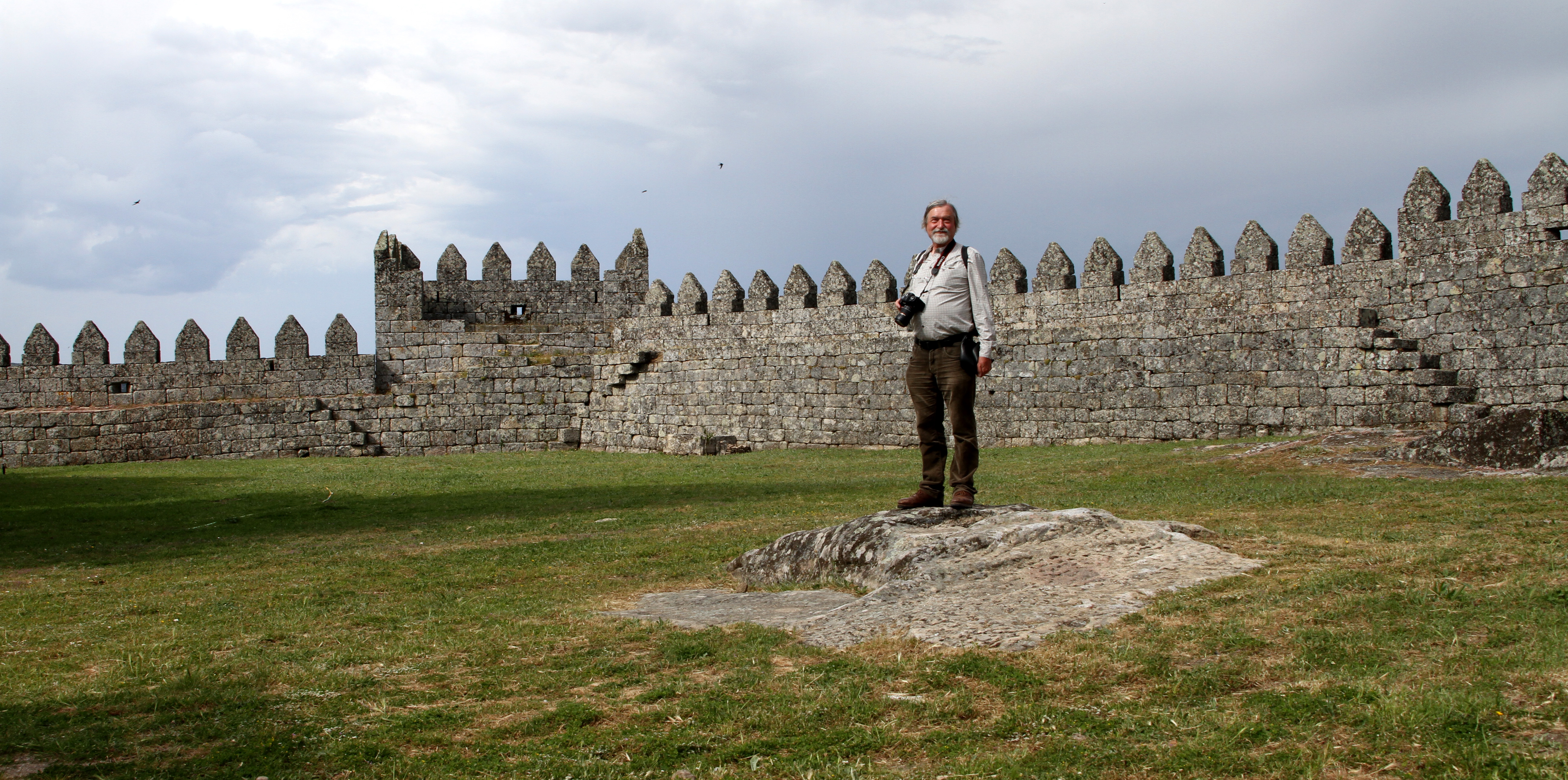
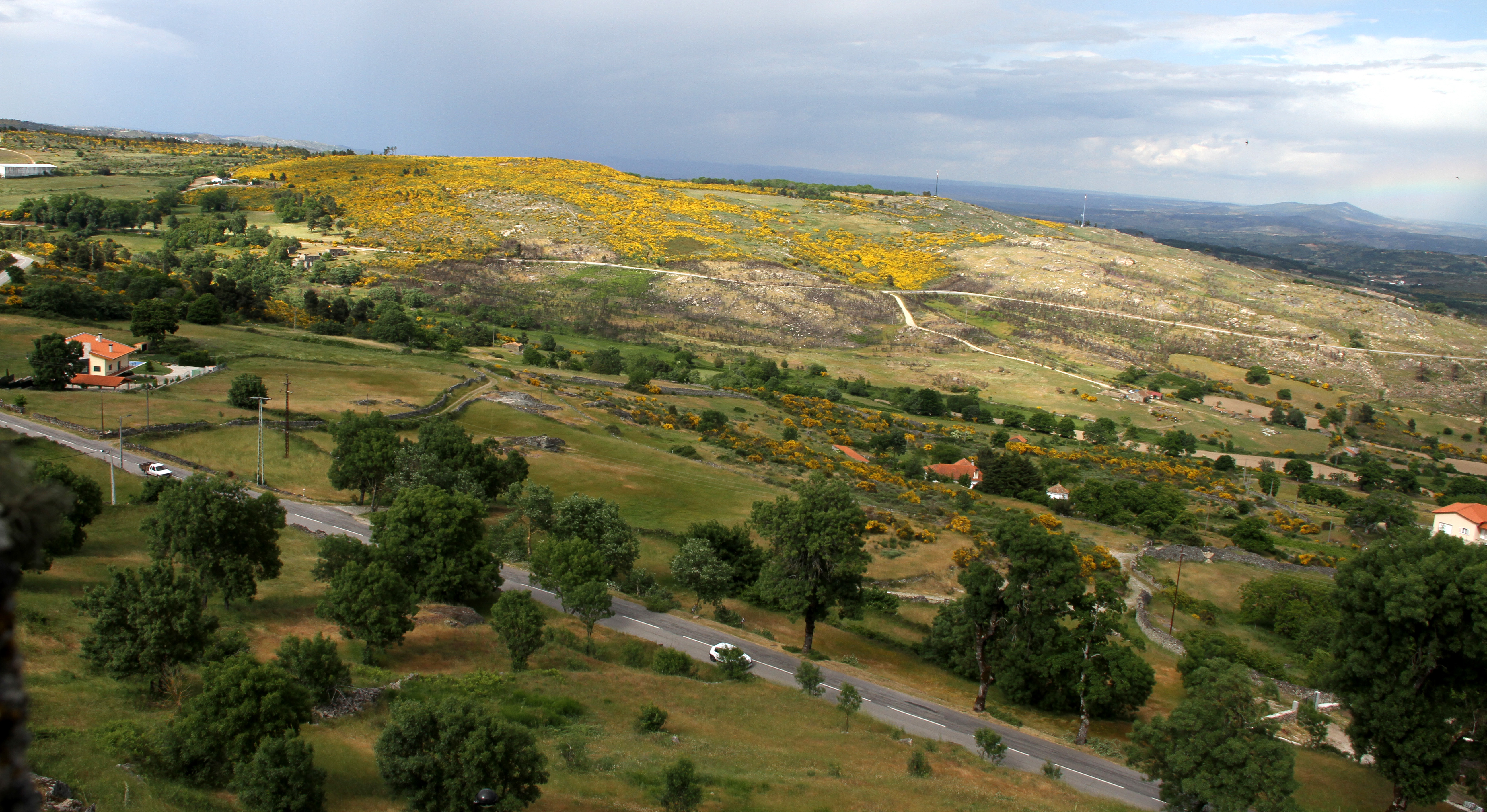

## وصلات خارجية
- الموقع الرسمي